# Mos
Mos – gmina w Hiszpanii, w prowincji Pontevedra, w Galicji, o powierzchni 53,21 km². W 2011 roku gmina liczyła 15 267 mieszkańców.